# COSMO-SkyMed
Pour les articles homonymes, voir CSK.
COSMO-SkyMed ou CSK, (COSMO est l'abréviation de l'anglais : COnstellation of small Satellites for the Mediterranean basin Observation, en français constellation de petits satellites pour l'observation du bassin méditerranéen, est une constellation de satellites de reconnaissance radar développé par les ministères italiens de la Recherche et du ministère de la Défense sous la maîtrise d'ouvrage de l'Agence spatiale italienne (ASI). Il est prévu pour une utilisation à la fois civile et militaire.

## Description
Le segment spatial du système inclut quatre satellites de taille moyenne équipés d'un radar à synthèse d'ouverture (SAR) pour une couverture globale de la Terre. Les observations d'une surface d'intérêt sont réalisées plusieurs fois par jour quelles que soient les conditions météorologiques. Les images sont utilisées dans les domaines de la défense et de la sécurité, par l'Italie et d'autres pays, ainsi que dans l'analyse des risques sismologiques, la prévention des désastres environnementaux et la cartographie agricole.

## Segment spatial
Les quatre satellites ont une orbite héliosynchrone polaire, phasée de 97,9° et à une altitude de 619 km. Leur période de révolution est de 97,2 minutes. La durée de vie prévue de chaque satellite est estimée à 5 ans.
Les composants principaux des satellites sont :
- deux panneaux solaires de 3 600 watts à 42 V DC
- systèmes de stabilisation, de navigation et de GPS
- radar à synthèse d'ouverture œuvrant dans la bande X
- mémoire embarquée de 300 Gbit et un taux de transfert des données 310 Mbit/s vers les segments sol.

## Lancement
United Launch Alliance fournit les services de lancement pour les trois premiers satellites. La mise en place des deux premiers satellites est gérée par Astrotech Space Operations, filiale de SPACEHAB. Le premier satellite COSMO-1 (2007-023A) est lancé à 02 h 34 TU, le 8 juin 2007, à bord d'un lanceur Delta II 7420-10 depuis la base de lancement de Vandenberg. Un lanceur identique lance COSMO-2 (2007-059A) le 9 décembre 2007 à 02 h 31 min 42 s TU, le lancement est prévu à l'origine le 6 décembre mais est reporté à cause du mauvais temps et de problèmes d'isolation du lanceur. COSMO-3 (2008-054A) est lancé le 25 octobre 2008 à 02 h 28 TU, également à bord d'un lanceur Delta II 7420-10. Le lancement de COSMO-4 (2010-060A) se fait également avec un lanceur Delta II 7420-10 depuis la base de lancement de Vandenberg, le 6 novembre 2010 à 02 h 20 TU.

## Segment sol
Le segment sol du système est composé de :
- centre de commande :
  -  Italian Centro Controllo e Pianificazione Missione del Fucino.
- stations de suivi :
  -  station argentine de Córdoba.
  -  station suédoise de Kiruna.
- segments sol utilisateur :
  -  Italian Matera Civil User Ground Segment.
  -  Italian Pratica di Mare Defence User Ground Segment.
  -  France Defence User Ground Segment, situé à Creil au sein du centre militaire d'observation par satellites (CMOS).

Les gouvernements argentins et français sont respectivement impliqués dans les segments civils et militaires du système.
Pour la France, l'implication dans le segment de défense résulte de l'« accord de Turin » signé en 2001 avec l'Italie, qui permet des droits de programmation sur les systèmes des deux pays partenaires Helios 2 et COSMO-SkyMed. Les premiers échanges opérationnels ont lieu en juillet 2010.